# Doamna Ecaterina Cercheza
Doamna Ecaterina Cercheza, född 1620, död 1666, var en furstinna av Moldavien som gift med Vasile Lupu (r. 1633-1653). 
Hon var ursprungligen kirkassier och köptes som slav av Slavhandeln på Svarta havet 1639. På vägen till bröllopet var hon nära att tillfångatas av sultanen, som först efter en stor avgift tillät henne fortsätta. Som furstinna fullföljde hon alla representativa uppgifter och gjorde donationer till kyrkor och kloster. Vid makens avsättning 1653 belägrades hon länge i Suceava innan hon till slut tvingades kapitulera. Hon fängslades sedan fram till 1658. År 1661 bosatte hon sig i familens residens i Konstantinopel. Hon kunde återvända till Rumänien 1665.